# Наурузовська сільська рада (Учалинський район)
Науру́зовська сільська рада (рос. Наурузовский сельский совет) — муніципальне утворення у складі Учалинського району Башкортостану, Росія. Адміністративний центр — село Наурузово.

## Населення
Населення — 726 осіб (2019, 947 в 2010, 1049 в 2002).

## Склад
До складу поселення входять такі населені пункти:
| Населений пункт      | Населення, осіб (2002) | Населення, осіб (2010) |
| -------------------- | ---------------------- | ---------------------- |
| Гадельшино, присілок | 9                      | 16                     |
| Мішкино, присілок    | 100                    | 86                     |
| Москово, присілок    | 470                    | 409                    |
| Наурузово, село      | 443                    | 410                    |
| Ягудіно, присілок    | 27                     | 26                     |